# Johann Moritz Rugendas

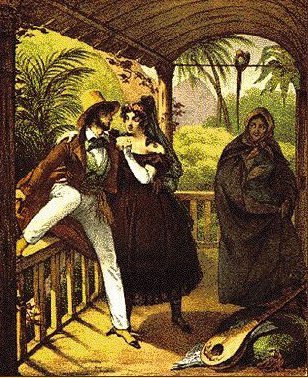
Costumi tipici di Rio, 1823

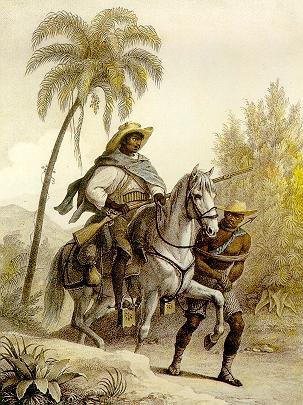
Cacciatore di schiavi, 1823

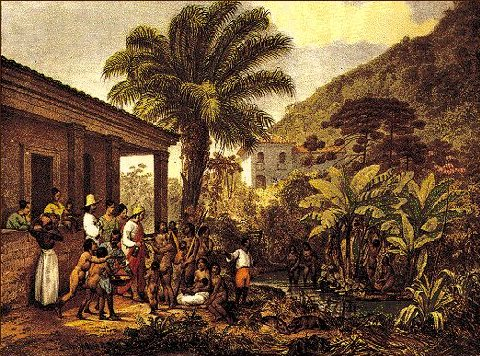
Indiani in una fattoria, 1824

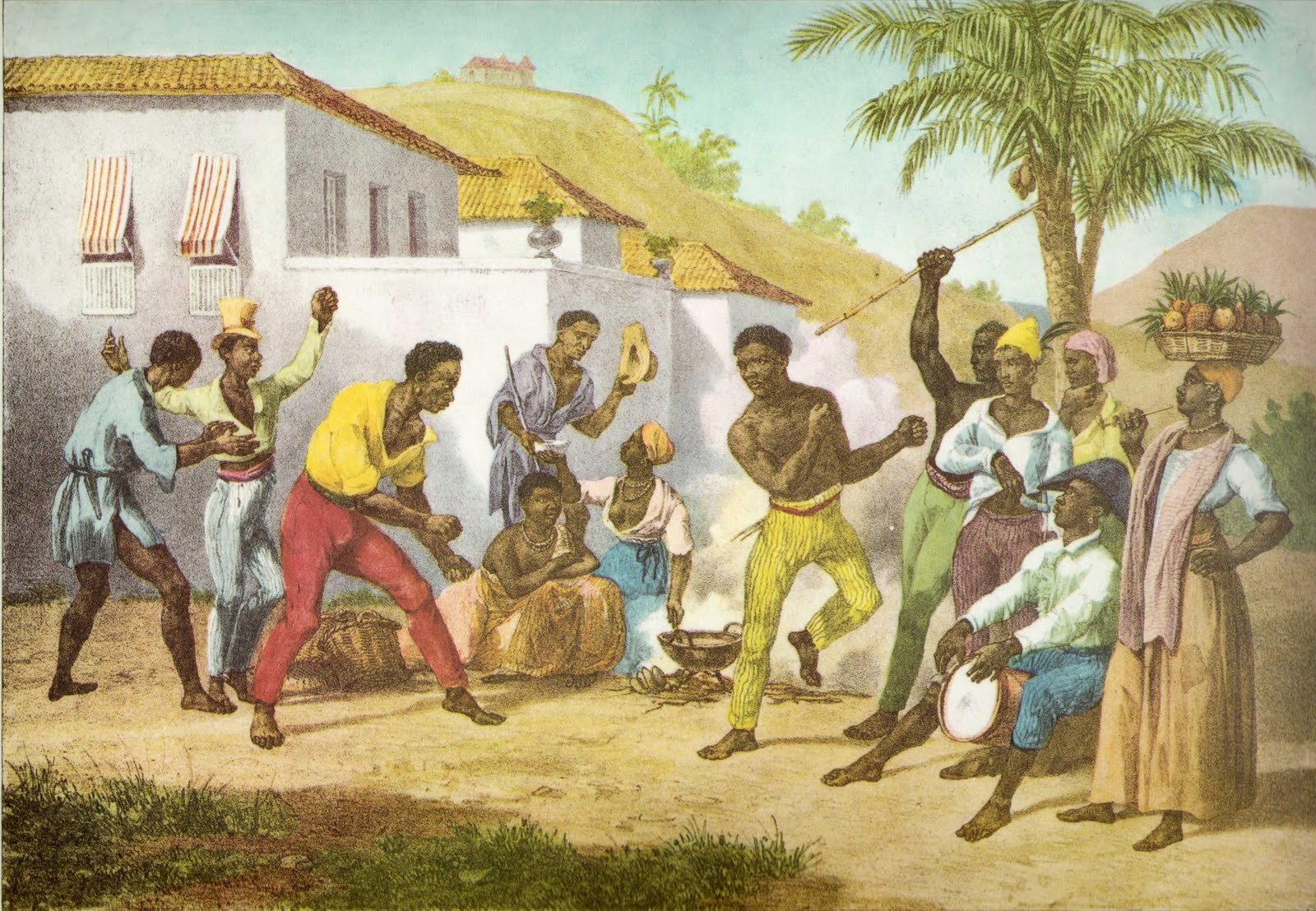
Capoeira o Danza di guerra(1835).

Johann Moritz Rugendas (Augusta, 29 marzo 1802 – Weilheim an der Teck, 29 maggio 1858) è stato un pittore tedesco, celebre per i suoi paesaggi e dipinti a soggetto etnografico realizzati in vari paesi dell'America Latina nella prima metà del XIX secolo.

## Biografia
Rugendas faceva parte di una famiglia di noti pittori e incisori di Augsburg da sette generazioni (era nipote di Georg Philipp Rugendas, 1666-1742, famoso pittore di battaglie) e studiò disegno e incisione con il padre, Johann Lorenz Rugendas II (1775-1826). Tra il 1815 e il 1817 studiò insieme ad Albrecht Adam e in seguito entrò all'Accademia di belle arti di Monaco di Baviera con Lorenzo Quaglio II.
Ispirato dai lavori artistici di Thomas Ender e dai racconti dei viaggi a tropici dei naturalisti austriaci Johann Baptist von Spix e Carl Friedrich Philipp von Martius, Rugendas nel 1821 si recò in Brasile, dove ben presto venne ingaggiato come illustratore dalla spedizione scientifica del Barone von Langsdorff negli stati di Minas Gerais e San Paolo.
Langsdorff era il console generale dell'Impero russo in Brasile e possedeva una fattoria nel nord della regione di Rio de Janeiro, dove Rugendas e altri membri della spedizione andarono a vivere. In tale veste Rugendas visitò la Serra da Mantiqueira e le città storiche di Barbacena, São João del Rei, Mariana, Ouro Preto, Caeté, Sabará e Santa Luzia.
Prima che la spedizione iniziasse la parte di viaggio da percorrere via fiume (un viaggio in Amazzonia che si rivelò disastroso), Rugendas si separò da Langsdorff e lasciò la spedizione, nella quale venne sostituito dagli artisti Adrien Taunay e Hércules Florence. Rimase comunque in Brasile per conto proprio fino al 1825, esplorando e ritraendo momenti di vita quotidiana nelle provincie di Mato Grosso, Pernambuco, Bahia, Espírito Santo e Rio de Janeiro. Realizzò soprattutto disegni ed acquerelli.
Tornato in Europa tra il 1825 e il 1828, Rugendas visse a Parigi, Augsburg e Monaco, con l'obiettivo di apprendere nuove tecniche come la pittura a olio. Con l'aiuto di Victor Aimé Huber pubblicò il suo imponente libro Viaggio pittoresco in Brasile, che conteneva più di cento illustrazioni e che diventò una delle più importanti documentazioni riguardo al paese sudamericano della sua epoca. Studiò anche in Italia, visitando Pisa, Firenze, Roma, Napoli, Venezia e la Sicilia.
Ispirato nuovamente dal noto esploratore e naturalista Alexander von Humboldt, che una volta aveva incontrato di persona, Rugendas si mise alla ricerca di finanziamenti per il suo nuovo ambizioso progetto di ritrarre la vita e la natura dell'America latina; secondo le sue parole "un tentativo di diventare davvero l'illustratore della vita del Nuovo Mondo". Nel 1831 andò dapprima ad Haiti e quindi in Messico. In quel paese iniziò a servirsi dei colori ad olio con ottimi risultati. Sfortunatamente venne arrestato e quindi espulso dal paese per essere rimasto coinvolto in un fallito colpo di Stato contro il presidente Anastasio Bustamante nel 1834.
Tra il 1834 e il 1844 viaggiò in Cile, Argentina, Uruguay, Perù e Bolivia, per poi far finalmente ritorno a Rio de Janeiro nel 1845. Accolto con grande favore alla corte dell'Imperatore Pietro II del Brasile, realizzò diversi ritratti dei membri della corte reale e tenne varie esposizioni.
Nel 1846, a 44 anni. Rugendas tornò in Europa, dalla quale non se ne andò più. Re Massimiliano II di Baviera acquistò la maggior parte delle sue opere, offrendogli in cambio un vitalizio.

## Influenza nella cultura contemporanea
Rugendas è il protagonista del romanzo del 1995 di César Aira, Un episodio della vita di un pittore di paesaggi.